# Nihonotrypaea japonica
Nihonotrypaea japonica is een tienpotigensoort uit de familie van de Callianassidae. De wetenschappelijke naam van de soort is voor het eerst geldig gepubliceerd in 1891 door Ortmann.